# 片岡恒一
片岡 恒一（かたおか つねかず、1896年（明治29年）4月19日 - 1952年（昭和27年）4月7日）は、三重県三重郡富洲原町（現在の四日市市富洲原地区）富田一色出身の衆議院議員。地方議員（三重県会議員・四日市市会議員）。三重郡富洲原町の教育者。

## 年譜
- 富田一色地区の三重県下の富豪で名門の商家であった片岡家（有力者の片岡徳松の一粒種の子供）の一人っ子として誕生する。金持ちの1人息子でボンボンと呼ばれて、片岡氏は北勢四十八家の1つで堺村城主だった片岡家の一族である。学歴は以下である。型破りの人物で、親譲りの監元買別所（四日市市に立地）と、米穀取引所仲買店（名古屋市に立地）と、回漕店（三重郡富洲原町に立地）を切廻して一分の隙もなかった。

1. 三重郡富洲原村立富洲原尋常高等小学校（現在の四日市市立富洲原小学校）を卒業する。
2. 富田中学（現在の三重県立四日市高等学校）を卒業する。
3. 東京遊学時に父は医者を希望したが受け付けず、慶應義塾大学部理財科と父子で相談して決めたが、大隈重信から一番危険な仕事は相場と政治と聞いたので、終生の仕事を政治と相場と決意して早稲田大学の政治経済科（政治経済学部）を卒業する。[1]

- 名古屋新聞の新聞記者となる。
- 1927年（昭和2年）、 三重県会議員（三重郡から選出）に32歳で当選した。
- 1931年（昭和6年）に再選。民政党三重県支部幹事長となった。岩名・早川と共に川崎克を支える三羽烏と云われる。
- 1935年（昭和10年）に3選。通算3期を務める。
- 富洲原町の富田一色地区の海運橋近くの富田一色本町（現在の七軒本町自治会）で自営業の米販売業を経営する。
- 1936年（昭和11年）2月20日の第19回衆議院議員総選挙で帝国議会の衆議院議員に初当選をする。
- 食い逃げ解散後の1937年（昭和12年）4月30日の第20回衆議院議員総選挙にも当選して、連続当選をする。立憲民政党に所属する議員だった。
- 1942年（昭和17年）4月30日の翼賛選挙では東條内閣による政府公認候補として、翼賛政治体制協議会の推薦候補になったが第21回衆議院議員総選挙で非推薦の川崎克らに敗れて落選する。
- 1941年（昭和16年）2月11日の紀元節に三重郡富洲原町が四日市市に合併した際に旧富洲原町の合併条件である富洲原地区選出の議員数は3人で以下の3名が地区別で割り当てられた四日市市会議員となった。

1. 平田佐矩が四日市市会議員に就任していた。（富田一色出身の平田紡績社長と富洲原町会議員から昭和16年から昭和22年まで四日市市会議員に就任した。戦後助役となり、昭和34年から四日市市長となる）。
2. 片岡恒一が四日市市議会議員に就任していた。（富田一色出身の三重県会議員と帝国議会の衆議院議員から昭和17年から昭和22年に四日市市会議員となる）。
3. 早川政蔵が四日市市議会議員に就任していた。（天ヶ須賀出身の富洲原町会議員から昭和16年から昭和30年まで四日市市議会議員となる）。

- 片岡恒一は平田紡績の当主で富田一色地区出身の元富洲原町会議員の平田佐矩・天ヶ須賀地区出身で元富洲原町会議員の早川政蔵と共に四日市市会議員となる。
- 衆議院議員などの政治家や教育者としての功績で1943年（昭和18年）の勲四等瑞宝章の栄誉を受けた。
- 戦後、公職追放となる[2]。
- 1951年（昭和26年）追放解除[3]。
- 1952年（昭和27年）に56歳で死去した。

## 人物像
- 柔道初段で趣味は読書と乗馬である。
- 1896年（明治29年）に三重郡富洲原村の富田一色本町の米商人の家に生まれた。
- 小さい頃より神童や俊才と呼ばれていた。
- 大隈重信に憧れて早稲田大学に進学して、政治学を専攻して早稲田大学雄弁会で弁論を学び卒業した。
- また、「弁論の片岡恒一」と呼ばれる雄弁能力が高い政治家であった。
- 実行力があり勇気のある人であった[4]。

## 富洲原出身の政治家（国会議員）
- 三重県でいち早く三重郡富洲原町内の富田一色地区の上水道網・下水道網などのインフラストラクチャーを整備、東洋町商店街・西元町商店街・住吉町商店街の立地で近代都市としていち早く近代化に成功して、軽工業による工業化に成功した三重郡富洲原町の1万6000人の利益の代表者として以下の議員職を歴任して政治家活動をした。

1. 三重郡選挙区選出の三重県会議員
2. 帝国議会の衆議院議員
3. 富洲原地区選出の四日市市会議員

- 富洲原3大政治家である以下の人物共に富洲原町を近代化させた政治家である。

1. 伊藤平治郎
2. 生川平三郎
3. 2代目平田佐次郎・平田佐矩親子

- 東洋紡績富田工場・平田紡績四日市富洲原工場の繊維産業を中心とする三重郡富洲原町の工業化と近代都市富洲原を建設した政治家であった。
- 青年教育と弁論による政治家の育成をするなどの地域教育を重視した教育者として、富洲原町の教育活動を行った。
- 1933年（昭和8年）三重郡富洲原町の鰹節を主要商品とするその他複数の海産物を取引する一般海産物行商人組合長となった。
- 1938年（昭和13年）には富田一色の漁業組合長になり富洲原の郷土史に漁業功労者としてその名を残した。
- 富洲原町青年団の団長として富洲原町の若者の教育者と称えられる青年の育成者になった。若者に富洲原への郷土愛を持たせて早稲田大学や新聞記者で学んだ弁論の指導をした。富田一色豊富町の豊富座で弁論の指導を行い、三重郡富洲原町出身の若者で四日市市富洲原地区となった後に以下の3名が四日市市議会議員となった

1. 田村末松（1955年（昭和30年） - 1967年（昭和42年）の期間に四日市市議会議員に在任していた）。
2. 野呂幸太郎（1955年（昭和30年） - 1967年（昭和42年）の期間に四日市市議会員に在任していた）。
3. 笠田七衛は片岡恒一の弁論指導を受けた政治家である。（富田一色出身。1959年（昭和34年） - 1967年（昭和42年）に期間に四日市市議会議員に在任していた）。

- 富洲原（四日市市富洲原地区）初の衆議院議員になった。富洲原地区出身で2人目の国会議員は自由民主党の平田耕一衆議院議員である。

## 参考
- 息子の片岡一三は公務員として四日市市の助役を務めた。1996年（平成8年）四日市市長選挙に出馬したが井上哲夫に敗れて落選した。
- 富洲原霊園の功労者の墓に、富洲原町初の国会議員に就任した政治家及び教育者となった「富洲原地区の功労者」として「片岡恒一」は葬られている。